# Hussein Zein
Hussein Ali Zein (in arabo حسين علي زين‎?; Sidone, 27 gennaio 1995) è un calciatore libanese, difensore dell'Al-Ahed e della nazionale libanese.

## Carriera

### Club
Ha giocato nella prima divisione libanese.

### Nazionale
Ha giocato nelle nazionali giovanili libanesi Under-19 ed Under-23.
Nel 2024 è stato convocato per la Coppa d'Asia.

## Palmarès

### Club

#### Competizioni nazionali
- Campionato libanese: 6

Ahed: 2014-2015, 2016-2017, 2017-2018, 2018-2019, 2021-2022, 2022-2023
- Coppa di Libano: 2

Ahed: 2017-2018, 2018-2019
- Supercoppa di Libano: 4

Ahed: 2015, 2017, 2018, 2019
- Coppa d'Élite libanese: 3

Ahed: 2013, 2015, 2022
- Coppa della Federazione libanese: 1

Ahed: 2023

#### Competizioni internazionali
- Coppa dell'AFC: 1

Al-Ahed: 2019